# 中国農業大学
中国農業大学（ちゅうごくのうぎょうだいがく、中国农业大学、中國農業大學、拼音: Zhōngguó Nóngyè Dàxué、英語: China Agricultral University）は、北京市海淀区に所在する中華人民共和国の副部級大学である。1905年に創立された。大学の略称は農大（Nóng Dà）。985工程、211工程、双一流の成員校として、国家重点大学である。

## 概観

### 大学全体
中国農業大学は農学、生命科学及び農業工学専門に扱う研究型大学 で、中国における近代農業の高等教育機関発祥の地でもある。中国農業大学は教育部直属で、国家“211工程”と“985工程”で設置された全国重点大学であり、教育部、農業部、及び北京市が共同で設立した。

### 歴史・伝統

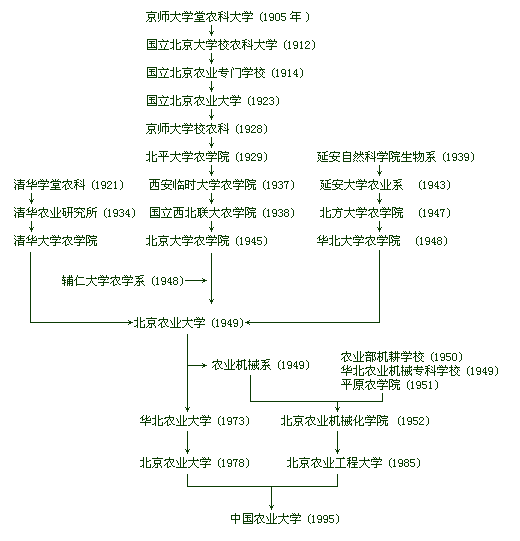
中国農業大学校史系譜

中国農業大学の歴史は1905年（光緖31年）創立の京師大学堂農科大学を源とし、中国近代農業高等教育発祥地である。
- 中国農業大学の前身いくつかの独立した系統に分けられる：
  - 京師大学堂農科大学より北京大学農学院となった系統；
  - 清華学校農科より清華大学農学院となった系統；
  - 延安自然科学院生物科より華北大学農学院となった系統；
- 1949年9月に北京大学農学院、清華大学農学院と華北大学農学院の三つの系統が合併し北京農業大学が設立；国務院は1954年と1984年に北京農業大学を全国六所重点院校と全国重点建設的十所高等院校の一つとした。
- 1952年10月、北京農業大学農業機械科と華北農業機械専科学校、中央農業部機耕学校を合併、北京機械化農業学院を設立、1953年7月に北京農業機械化学院と校名を改めた，1960年10月、国務院は北京農業機械化学院を全国64所重点大学の一つとし、1985年北京農業工程大学と校名を改めた。
- 1995年9月、国務院の批准を経て北京農業大学と北京農業工程大学が合併中国農業大学が設立，時の中共中央総書記、国家主席江沢民が校名を記す。

### 校歌
中国農業大学校歌（金色的希望） 詞：石順義、曲：張偉

### キャンパス
東校舎
- 所在地：北京市海淀区清華東路17号（旧北京農業工程大学）
- 交通アクセス：北京地下鉄15号線六道口駅、北京公交集団中国農業大学東校区バス停

西校舎
- 所在地：北京市海淀区円明園西路2号（旧北京農業大学）
- 交通アクセス：北京地下鉄16号線農大南路駅、北京公交集団中国農業大学西校区バス停

煙臺研究院
- 所在地：山東省煙臺市萊山区濱海中路2006号
- 交通アクセス：煙臺公交集団中国農業大学（西門）バス停

## 教育研究・組織

### 学部
| - 農学及び生物技術学院 農学、園芸、植物保護、種子科学及び工学、造園 - 生物学院 生物科学、生物技術 - 資源及び環境学院 応用気象学、生態学、資源環境科学、環境工学、土地資源管理、環境科学 - 動物科技学院 植物科学、動物科学 - 動物医学院 動物医学 | - 食品科学及び栄養工学学院 生物工学、食品科学及び工学、食品品質及び安全、葡萄及び葡萄酒工学 - 情報及び電気工学学院 電気工学及び其の自動化、電子情報工学、自動化、電子情報科学及び技術、地理情報システム、コンピューター科学及び技術、通信工学 - 工学院 農業機械化及び其の自動化、農業工学、機械設計製造及び其の自動化、エネルギー及び動力工学、コントロール技術及び観測機器、工業設計、車輛工学、交通運輸 - 水利及び土木工学学院 土木工学、農業建築環境及びエネルギー工学、農業水利工学、水利発電工学、エネルギー及び動力工学 | - 理学院 化学、数学及び応用数学、工学力学 - 経済管理学院 国際経済と貿易、金融学、農林経済管理、工商管理類、工商管理、会計学、電子商取引 - 人文と発展学院 法学、社会学、メディア学、英語、農村区域発展 - 煙台研究院 市場経営、公共管理、施設農業科学及び工学、水産養殖学 - 学校直轄 理科試験班（生命科学、情報科学） - 国際学院（交際提携にて） 経済学類、国際経済と貿易、メディア学 |

## 研究所・付属機関

### 図書館
現在中国農業大学図書館は東館（旧北京農業工程大学図書館）と西館（旧北京農業大学図書館）で構成されており、現在は双方の相互利用が可能となっている。蔵書量は170万余冊、電子文献は147万余冊である。計画では東校舎家族寮に新図書館を建設するとあるが、計画は未だ実施されていない。

### 体育館
体育館は東校舎内にあり、2008年北京五輪のレスリング競技会場、パラリンピックのシッティングバレーボール競技会場として使用された。体育館は2005年9月15日起工、2007年8月18日完成、建築面積は23950平米である。館内には6,000席の座席と臨時席が2,500席ある。

## 在学中の生活

### 部活・クラブ・サークル
現在70以上の学生サークルがあり、政治、経済、文化、科技、理論、実践、ボランティア等多岐にわたり、所属者は5,000人を越える。学生芸術団体では、合唱団、吹奏楽団、舞踏隊、エアロビクス隊、戯劇社などが含まれる。学生登山隊（峰雲社）は海抜8,201mのチョ・オユー峰の登頂に成功。ラグビー部は北京当局で一二を争う強豪で、全国大会で14年連続で優勝をしており、北京当局代表として国際大会にも参加している。またジャパンラグビートップリーグに所属する選手も輩出している。

## 対外関係

### 海外学術交流提携校等
・東京農業大学 締結年:1988年